# Базмон
Базмон (фр. Bazemont) је насељено место у Француској у региону Париски регион, у департману Ивлен.
По подацима из 2011. године у општини је живело 1517 становника, а густина насељености је износила 230,2 становника/km².

## Демографија
| 1962. | 1968. | 1975. | 1982. | 1990. | 2011. |
| ----- | ----- | ----- | ----- | ----- | ----- |
| 443   | 590   | 945   | 1.185 | 1.468 | 1.517 |